# Vincent Candela
Vincent Candela (Bédarieux, 24 de outubro de 1973) é um futebolista francês aposentado. Atuava como lateral direito e esquerdo. Tinha como pontos fortes o cruzamento e a marcação.

## Carreira em clubes
Candela inicia sua carreira profissional em 1992 no Toulouse, onde permanece até 1995, quando é vendido ao Guingamp. Em janeiro de 1997, é negociado com a Roma. Na capital, o lateral francês é titular por sete temporadas, atuando como lateral esquerdo na época de Zeman e como meio-campista com Fabio Capello. Na Roma, Candela permanece por nove anos, vencendo um scudetto e um Supercopa Italiana, e vive o melhor período de sua carreira, graças a sua sintonia com a torcida.
Destaca-se por ser destro, mesmo jogando na zona esquerda do campo, e pela sua ótima técnica. A camisa com o número 32 que o francês usava era uma das mais vendidas aos torcedores. Mas em janeiro de 2005, Candela diz adeus à equipe da capital para jogar no Bolton Wanderers, da Inglaterra, onde permanece até junho, para sair por empréstimo à Udinese. No verão de 2006, é reemprestado ao Siena. Com a camisa da Udinese, Candela retornou pela primeira vez ao Olímpico após sua saída, e foi ovacionado pelo público com faixas e canções.
Em Janeiro de 2007 transferiu-se para o Messina por empréstimo. Fez sua primeira partida no dia 28 daquele mês contra o Ascoli. No fim da temporada, anunciou o fim de sua carreira, às vésperas de completar 34 anos.

## Carreira na Seleção
Com a Seleção Francesa de Futebol, fez 40 partidas e 5 gols. O baixo número de partidas se deve ao fato de Candela sempre ter disputado posição com Bixente Lizarazu. Mesmo assim, Vincent esteve nas Olimpíadas de 1996 e na Copa do Mundo de 2002. E conseguiu os títulos da Copa do Mundo de 1998, jogando em casa, e da Euro 2000.

## Títulos
- Copa do Mundo (1998, pela França)
- Campeonato Europeu (2000, pela França)
- Série A Italiana (2001, pela Roma)
- Supercopa Italiana (2001, pela Roma)

## Artilharias
Roma
- Supercopa da Itália: 2001 (1 gol)